# Прери Сити (Орегон)
Прери Сити (енгл. Prairie City) град је у америчкој савезној држави Орегон.

## Демографија
По попису из 2010. године број становника је 909, што је 171 (-15,8%) становника мање него 2000. године.
| Група             | 2000.         | 2010.       |
| Белци             | 1.024 (94,8%) | 840 (92,4%) |
| Афроамериканци    | 0 (0,0%)      | 1 (0,1%)    |
| Азијати           | 1 (0,1%)      | 1 (0,1%)    |
| Хиспаноамериканци | 18 (1,7%)     | 28 (3,1%)   |
| Укупно            | 1.080         | 909         |